# Nicholas Wolterstorff
Nicholas Wolterstorff, né le 21 janvier 1932, est un philosophe américain. Auteur prolifique d'ouvrages portant sur de nombreux centres d'intérêt philosophiques et théologiques, il a écrit sur l'esthétique, l'épistémologie, la philosophie politique, la philosophie de la religion, la métaphysique et la philosophie de l'éducation. Dans Faith and Rationality, Wolterstorff, Alvin Plantinga et William Alston développent et élargissent le concept d'épistémologie religieuse devenue épistémologie réformée. Il a également contribué à la fondation de la revue Faith and Philosophy (en) et de la Society of Christian Philosophers (en).
Wolterstorff a été étudiant de Donald Cary Williams, de même que David Lewis.

## Pensée
Étudiant au Calvin College, Wolterstorff a été grandement influencé par les professeurs Harry Jellema, Henry Stob et Henry Zylstra qui lui font connaître les écoles de pensée qui ont dominé la pensée de sa maturité : la théologie réformée et la philosophie du sens commun (laquelle a également influencé la pensée de son ami et collègue Alvin Plantinga, autre étudiant du Calvin College).
La pensée de Wolterstorff se développe à partir des idées du philosophe écossais du bon sens Thomas Reid qui approche la connaissance « du bas vers le haut ». Au lieu de raisonner à propos des conditions transcendantales de la connaissance, Wolterstorff suggère que la connaissance et nos facultés du connaître ne sont pas l'objet de notre recherche mais doivent être considérées comme point de départ. Wolterstorff rejette le fondationnalisme classique et considère à la place la connaissance fondée sur des idées réelles, idées qui sont directes et indubitables.

### Textes (sélection)
- On Universals: An Essay in Ontology. Chicago: University of Chicago Press. 1970.
- Reason within the Bounds of Religion. William B. Eerdmans Publishing Company 1976. 2nd ed. 1984
- Works and Worlds of Art. Oxford: Clarendon Press. 1980.
- Art in Action: Toward a Christian Aesthetic. Grand Rapids: Wm. B. Eerdmans Publishing Co. 1980. 2nd ed. 1995
- Educating for Responsible Action. Grand Rapids: Wm. B. Eerdmans Publishing Co. 1980.
- Until Justice and Peace Embrace. Grand Rapids: Eerdmans. 1983. 2nd ed. 1994.
- Faith and Rationality: Reason and Belief in God (ed. with Alvin Plantinga). Notre Dame: University of Notre Dame Press. 1984.
- Lament for a Son. Grand Rapids: Wm. B. Eerdmans Publishing Co. 1987.
- "Suffering Love" in Philosophy and the Christian Faith (ed.Thomas V. Morris). Notre Dame: University of Notre Dame Press. 1988.
- Divine Discourse: Philosophical Reflections on the Claim That God Speaks. Cambridge: Cambridge University Press. 1995.
- John Locke and the Ethics of Belief. Cambridge: Cambridge University Press. 1996.
- Religion in the Public Square (avec Robert Audi (en)). Lanham, MD: Rowman and Littlefield. 1997.
- Thomas Reid and the Story of Epistemology. Cambridge: Cambridge University Press. 2001.
- Educating for Life: Reflections on Christian Teaching and Learning. Grand Rapids: Baker Academic. 2002.
- "An Engagement with Rorty" in The Journal of Religious Ethics, vol. 31, no 1 (printemps 2003), pp. 129–139.
- Educating for Shalom: Essays on Christian Higher Education. Grand Rapids: Wm. B. Eerdmans Publishing Co. 2004.
- Justice: Rights and Wrongs. Princeton: Princeton University Press. 2008.
- Inquiring about God: Selected Essays, Volume I (ed. Terence Cuneo). Cambridge: Cambridge University Press. 2009.
- Practices of Belief: Selected Essays, Volume II (ed. Terence Cuneo). Cambridge: Cambdridge University Press. 2009.
- Justice in Love. Grand Rapids: Wm. B. Eerdmans Publishing Co. 2011.
- The Mighty and the Almighty: An Essay in Political Theology. Cambridge: Cambdridge University Press. 2012.
- Understanding Liberal Democracy: Essays in Political Philosophy (ed. Terence Cuneo). Oxford: Oxford University Press. 2012.
- Art Rethought: The Social Practices of Art. Oxford: Oxford University Press. 2015.

### Secondaires
- Sloane, Andrew, On Being A Christian in the Academy: Nicholas Wolterstorff and the Practice of Christian Scholarship, Paternoster, Carlisle UK, 2003.

## Source de la traduction
- (en) Cet article est partiellement ou en totalité issu de l’article de Wikipédia en anglais intitulé « Nicholas Wolterstorff » (voir la liste des auteurs).